# Parmenomorpha
Parmenomorpha is een kevergeslacht uit de familie van de boktorren (Cerambycidae). De wetenschappelijke naam van het geslacht werd voor het eerst geldig gepubliceerd in 1889 door Blackburn.

## Soorten
Parmenomorpha omvat de volgende soorten:
- Parmenomorpha irregularis Blackburn, 1889
- Parmenomorpha medioplagiata Breuning, 1950
- Parmenomorpha murina (Breuning, 1940)
- Parmenomorpha wasselli Carter, 1932